# Finales WNBA 2015
Navigation
Finales 2014 Finales 2016
Les finale WNBA 2015 était la série du titre de la saison WNBA 2015 de la Women's National Basketball Association (WNBA). Le 26 août, vegasinsider.com a prévu que le Lynx du Minnesota avaient les meilleures chances de gagner la série.
Les finales de la WNBA étaient sous une rotation 2–2–1. Les Lynx ont l'avantage du terrain car elles avaient un meilleur bilan de saison régulière (22–12) que le Fever (20–14).

## Lieux des Finales
Les deux salles pour ces finales sont : le Target Center de Minnesota et la Gainbridge Fieldhouse d' Indianapolis.
| Lynx du Minnesota        | \| Minneapolis Indianapolis \| | Fever de l'Indiana    |
| Target Center            | \| Minneapolis Indianapolis \| | Gainbridge Fieldhouse |
| Capacité: 18 798         | \| Minneapolis Indianapolis \| | Capacité: 18 345      |
| Target Center            | \| Minneapolis Indianapolis \| | Gainbridge Fieldhouse |
| Minneapolis Indianapolis |                                |                       |

## Résumé de la saison

### Parcours comparés vers les finales WNBA
| Classement | Classement                | Classement | Classement | Classement | Classement | Classement | Classement |
| No         | Franchise                 | Vic.       | Def.       | MJ         | V/D        | GB         |            |
| ---------- | ------------------------- | ---------- | ---------- | ---------- | ---------- | ---------- | ---------- |
| 1          | x - Lynx du Minnesota     | 22         | 12         | 34         | .647       | -          |            |
| 2          | x - Mercury de Phoenix    | 20         | 14         | 34         | .588       | 2          |            |
| 3          | x - Shock de Tulsa        | 18         | 16         | 34         | .529       | 4          |            |
| 4          | x - Sparks de Los Angeles | 14         | 20         | 34         | .412       | 8          |            |
| 5          | o - Storm de Seattle      | 10         | 24         | 34         | .294       | 12         |            |
| 6          | o - Stars de San Antonio  | 8          | 26         | 34         | .235       | 14         |            |

| Classement | Classement                | Classement | Classement | Classement | Classement | Classement | Classement |
| No         | Franchise                 | Vic.       | Def.       | MJ         | V/D        | GB         |            |
| ---------- | ------------------------- | ---------- | ---------- | ---------- | ---------- | ---------- | ---------- |
| 1          | x - Liberty de New York   | 23         | 11         | 34         | .676       | -          |            |
| 2          | x - Sky de Chicago        | 21         | 13         | 34         | .618       | 2          |            |
| 3          | x - Fever de l'Indiana    | 20         | 14         | 34         | .588       | 3          |            |
| 4          | x - Mystics de Washington | 18         | 16         | 34         | .529       | 5          |            |
| 5          | o - Sun du Connecticut    | 15         | 19         | 34         | .441       | 8          |            |
| 6          | o - Dream d'Atlanta       | 15         | 19         | 34         | .441       | 8          |            |

### Confrontations en saison régulière
| 6 juin 2015 | Rapport | Lynx du Minnesota 78, Fever de l'Indiana 69 | Lynx du Minnesota 78, Fever de l'Indiana 69 | Lynx du Minnesota 78, Fever de l'Indiana 69 |  | Gainbridge Fieldhouse |

| 4 septembre 2015 | Rapport | Fever de l'Indiana 65, Lynx du Minnesota 81 | Fever de l'Indiana 65, Lynx du Minnesota 81 | Fever de l'Indiana 65, Lynx du Minnesota 81 |  | Target Center |

## Matchs des Finales
Ces finales sont une réédition de celle des 2012 remportées 3 à 1 par Indiana, avec deux franchises qui ont gardé la plupart de leurs acteurs. Pour Tamika Catchings : « Vraiment 12. Tous ceux qui rentrent sont prêts. Tous ceux qui rentrent en jeu dont tous ce qu'ils ont. Et le fait est que toute cette longue saison, tout le monde a joué, donc ce n'est pas comme si tu étais habitué à cirer le banc et maintenant tu dois rentrer en jeu. La coach a fait du bon boulot en impliquant toute l'équipe en toutes circonstances. Ainsi nous sommes en position de gagner. »
Match 1
Après un premier quart-temps avare en points (10-10), le Lynx prend le meilleur dans la période suivante avec Maya Moore (27 points et 12 rebonds) qui multiplie paniers et écrans pour Sylvia Fowles (21 points et 11 rebonds), les deux joueuses de Minnesota les plus en vue loin devant Seimone Augustus (9 points à 3 sur 11) et Lindsay Whalen qui ne tente que trois tirs. Côté Fever, Briann January inscrit 19 points et 6 passes décisives bien secondée par Marissa Coleman (16 points). Le Fever ne connaît aucun échec sur ses 16 lancers francs, alors que le Lynx en manque huit et subit 15 pertes de balle. Tamika Catchings (12 points, 6 rebonds 4 passes décisives). Briann January réussit deux paniers autoritaires en fin de troisième quart-temps. Le Lynx repasse en tête un instant au cours de la dernière période (62-61 à 4:28 de la fin), mais Coleman réussit un trois points, puis January marque deux nouvelles fois avant d'être sanctionnée d'une faute personnelle puis d'une faute technique et de devoir quitter le terrain, mais l'écart était alors scellé. Le Lynx subit son premier revers à domicile (69-75) en play-offs depuis déjà un succès du Fever en 2012.
| 4 octobre 2015 15h00 EDT | Rapport | Lynx du Minnesota 69, Fever de l'Indiana 75                          | Lynx du Minnesota 69, Fever de l'Indiana 75 | Lynx du Minnesota 69, Fever de l'Indiana 75               |  | Target Center Affluence : 11 023 Arbitres : Sue Blauch, Eric Brewton, Kurt Walker | ABC |
| 4 octobre 2015 15h00 EDT | Rapport | Score par quart-temps : 10-10, 19-25, 18-19, 22-21                   |                                             |                                                           |  | Target Center Affluence : 11 023 Arbitres : Sue Blauch, Eric Brewton, Kurt Walker | ABC |
| 4 octobre 2015 15h00 EDT | Rapport | Score par mi-temps : 29-35, 40-40                                    |                                             |                                                           |  | Target Center Affluence : 11 023 Arbitres : Sue Blauch, Eric Brewton, Kurt Walker | ABC |
| 4 octobre 2015 15h00 EDT | Rapport | Maya Moore (27) Maya Moore (12) Lindsay Whalen, Seimone Augustus (4) | Points Rebonds Passes d.                    | Briann January (19) Erlana Larkins (8) Briann January (6) |  | Target Center Affluence : 11 023 Arbitres : Sue Blauch, Eric Brewton, Kurt Walker | ABC |
| 4 octobre 2015 15h00 EDT | Rapport | Indiana méne la série 1 à 0                                          |                                             |                                                           |  | Target Center Affluence : 11 023 Arbitres : Sue Blauch, Eric Brewton, Kurt Walker | ABC |

Match 2
La seconde manche est la 64e rencontre de playoffs de Tamika Catchings qui égale le record détenu par Taj McWilliams-Franklin. Malgré les 17 points de Briann January, le Lynx l'emporter 77-71 face au Fever pour égaliser dans la série. Tamika Catchings inscrit 11 points, 9 rebonds et 5 passes décisives mais en seulement 24 minutes car limitée par des problèmes de fautes déclenchant l'ire de Stephanie White. Treize des seize pertes de balle du Fever sont commises durant la seconde mi-temps, témoignant de la pression défensive exercée par les extérieures du Lynx comme Anna Cruz and Renee Montgomery. Moore score 8 des 14 points de Minnesota dans le dernier quart temps, dont deux sur des lancers francs consécutifs à des fautes techniques de Shenise Johnson et Marissa Coleman. Moore inscrit 6 points dans les deux dernières minutes, complétés de deux passes décisives et un rebond clé après un lancer franc manqué du Fever pour conclure une séquence de 17 points contre 5. Avec 21 points et 9 rebonds, Sylvia Fowles est de nouveau un point d'ancrage fort du Lynx. Seimone Augustus ajoute 11 points à 5 tirs réussis sur 14. Le Lynx domine son adversaire 21 à 8 sur des possessions en seconde chance après avoir été dominé 12 à 22 lors de la rencontre initiale.
| 6 octobre 2015 20h00 EDT | Rapport | Lynx du Minnesota 77, Fever de l'Indiana 71        | Lynx du Minnesota 77, Fever de l'Indiana 71 | Lynx du Minnesota 77, Fever de l'Indiana 71                |  | Target Center Affluence : 12 134 Arbitres : Michael Price, Maj Forsberg, Lamont Simpson | ESPN2 |
| 6 octobre 2015 20h00 EDT | Rapport | Score par quart-temps : 20-24, 19-17, 24-18, 14-12 |                                             |                                                            |  | Target Center Affluence : 12 134 Arbitres : Michael Price, Maj Forsberg, Lamont Simpson | ESPN2 |
| 6 octobre 2015 20h00 EDT | Rapport | Score par mi-temps : 39-41, 38-30                  |                                             |                                                            |  | Target Center Affluence : 12 134 Arbitres : Michael Price, Maj Forsberg, Lamont Simpson | ESPN2 |
| 6 octobre 2015 20h00 EDT | Rapport | Sylvia Fowles (21) Sylvia Fowles (9) Anna Cruz(5)  | Points Rebonds Passes d.                    | Briann January (17) Tamika Catchings (9) Deux joueuses (5) |  | Target Center Affluence : 12 134 Arbitres : Michael Price, Maj Forsberg, Lamont Simpson | ESPN2 |
| 6 octobre 2015 20h00 EDT | Rapport | Égalité dans la série 1 à 1                        |                                             |                                                            |  | Target Center Affluence : 12 134 Arbitres : Michael Price, Maj Forsberg, Lamont Simpson | ESPN2 |

Match 3
Très serrée toute la soirée, la troisième manche démarre difficilement pour le Lynx avec la troisième faute sifflée contre Maya Moore après 12 minutes de jeu. Elle sur le banc l'avance de 28 à 21 disparait avec les assauts de Tamika Catchings et Shenise Johnson qui réussissent un 14-6. Devant un public de 16 332 personnes dont la star NBA Paul George, Indiana mène 42 à 38 à la mi-temps. Au dernier quart-temps, l'écart ne dépasse jamais 5 points. Minnesota est mené 77-74 avec 2:08 restant à jouer quand Renee Montgomery égalisé sur un panier à trois points inscrit à 71 secondes de la fin. Le score reste inchangé avec la balle au Lynx à 1,7 seconde de la fin. Maya Moore parvient à se défaire du marquage de Marissa Coleman fait un dribble et arme son tir derrière l'arc pour réussir le panier de la victoire, inscrivant les derniers de 12 points dans la période pour un total de 24 sur le match. Le Lynx prend l'avantage 2 à 1 dans la série. Ce buzzer beater n'est que la troisième de l'histoire des Finales WNBA après celui de Teresa Weatherspoon réussi du milieu de terrain pour donner la victoire au Liberty de New York lors de la seconde manche des Finales 1999 puis celui Sue Bird qui permet au Storm de Seattle de l'emporter face au Dream d'Atlanta pendant les Finales 2010. « C'était une grande joueuse réussissant une grande action en fin de rencontre (...)  Je suis fière que nous nous soyons bien battues » commente la coach du Fever Stephanie White. Son homologue Cheryl Reeve ajoute : « C'était un match incroyable. Peut-être un des meilleurs de l'histoire des Finales WNBA (...) Deux équipes avec des talents offensifs qui se répondent par des rafales. » Les statistiques montrent que le vainqueur de la troisième manche l'a emporté des 70 % des cas depuis le format en série de cinq rencontres en 2005. S'il parvenait à revenir, Indiana deviendra la première équipe classé en 3e position dans sa conférence à remporte le titre, celui ayant toujours échu à l'un des deux premiers.
| 9 octobre 2015 20h00 EDT | Rapport | Fever de l'Indiana 77, Lynx du Minnesota 80                   | Fever de l'Indiana 77, Lynx du Minnesota 80 | Fever de l'Indiana 77, Lynx du Minnesota 80     |  | Gainbridge Fieldhouse Affluence : 16 332 Arbitres : Denise Brooks, Roy Gulbeyan, Tom Mauer | ESPN2 |
| 9 octobre 2015 20h00 EDT | Rapport | Score par quart-temps : 19-20, 23-18, 15-21, 20-21            |                                             |                                                 |  | Gainbridge Fieldhouse Affluence : 16 332 Arbitres : Denise Brooks, Roy Gulbeyan, Tom Mauer | ESPN2 |
| 9 octobre 2015 20h00 EDT | Rapport | Score par mi-temps : 42-38, 35-42                             |                                             |                                                 |  | Gainbridge Fieldhouse Affluence : 16 332 Arbitres : Denise Brooks, Roy Gulbeyan, Tom Mauer | ESPN2 |
| 9 octobre 2015 20h00 EDT | Rapport | Shenise Johnson (17) Tamika Catchings (10) Briann January (8) | Points Rebonds Passes d.                    | Maya Moore (24) Sylvia Fowles (11) Anna Cruz(8) |  | Gainbridge Fieldhouse Affluence : 16 332 Arbitres : Denise Brooks, Roy Gulbeyan, Tom Mauer | ESPN2 |
| 9 octobre 2015 20h00 EDT | Rapport | Minnesota méne la série 2 à 1                                 |                                             |                                                 |  | Gainbridge Fieldhouse Affluence : 16 332 Arbitres : Denise Brooks, Roy Gulbeyan, Tom Mauer | ESPN2 |

Match 4
Minnesota prend le meilleur départ de la quatrième manche (16-11), mais le Fever porte le fer à l'intérieur et obtient des lancers francs (30-26). Natasha Howard illumine le Fever avec 7 points et le Fever mène 36 à 32 à la pause. Indiana profite des soucis de fautes de la pivot Sylvia Fowles (5 points, 5 rebonds en 17 minutes) qui ne joue que 5 minutes en première période, suffisantes pour récolter trois fautes. Elle est sanctionnée pour la quatrième fois dès le troisième quart-temps laissant à sa sortie le Fever prendre une avance qu'ils ne perdra plus. Indiana mène légèrement 38 à 36 en début de troisième quart-temps avant de réussir un 13-2 avec notamment Shenise Johnson. Le score est de 51-44 quand Marissa Coleman (14 points) inscrit cinq points consécutifs avant de faiblir dans la dernière période n'inscrivant qu'un seul panier, hormis les lancers francs (25 lancers sur 29 pour le Fever, dont 11 sur 12 pour Briann January, contre 6 sur 9 pour le Lynx). Malgré les efforts de Maya Moore (20 points) et Lindsay Whalen (16 points), Minnesota (3 sur 13 à 3 points) ne parvient pas à recoller en fin de match et le Fever s’impose 75 à 69 et se voit contraint à disputer une cinquième manche, la première depuis les Finales 2009 (la quatrième après 2006, 2007 et 2009). Le Fever remporte donc sa cinquième rencontre en position d'être éliminé, le coach White concluant : « Cela nous donne de la confiance de savoir que nous avons été capables de gagner à l'extérieur tout au long de la saison. Nous sommes heureuses de pouvoir jouer un jour de plus,. »
| 11 octobre 2015 20h30 EDT | Rapport | Fever de l'Indiana 75, Lynx du Minnesota 69                | Fever de l'Indiana 75, Lynx du Minnesota 69 | Fever de l'Indiana 75, Lynx du Minnesota 69     |  | Gainbridge Fieldhouse Affluence : 10 582 Arbitres : Sue Blauch, Eric Brewton, Maj Forsberg | ESPN |
| 11 octobre 2015 20h30 EDT | Rapport | Score par quart-temps : 15-20, 21-12, 22-14, 17-23         |                                             |                                                 |  | Gainbridge Fieldhouse Affluence : 10 582 Arbitres : Sue Blauch, Eric Brewton, Maj Forsberg | ESPN |
| 11 octobre 2015 20h30 EDT | Rapport | Score par mi-temps : 36-32, 39-37                          |                                             |                                                 |  | Gainbridge Fieldhouse Affluence : 10 582 Arbitres : Sue Blauch, Eric Brewton, Maj Forsberg | ESPN |
| 11 octobre 2015 20h30 EDT | Rapport | Shenise Johnson (15) Erlana Larkins (6) Briann January (5) | Points Rebonds Passes d.                    | Maya Moore (20) Maya Moore (8) Six joueuses (2) |  | Gainbridge Fieldhouse Affluence : 10 582 Arbitres : Sue Blauch, Eric Brewton, Maj Forsberg | ESPN |
| 11 octobre 2015 20h30 EDT | Rapport | Égalité dans la série 2 à 2                                |                                             |                                                 |  | Gainbridge Fieldhouse Affluence : 10 582 Arbitres : Sue Blauch, Eric Brewton, Maj Forsberg | ESPN |

Match 5
Après l'échec du Fever lors de la dernière série disputée jusqu'à la cinquième rencontre en 2009 (94-89 contre le Mercury le 9 octobre 2009), Briann January se souvient de cette rencontre perdue : « Cela me brûle encore. J'étais une rookie et elles le Mercury, elles ont gagné ici à Indianapolis puis à Phoenix. Finir une saison ainsi, cela vous poursuit. » Tout comme Tamika Catchings et Maya Moore, elle juge très positivement le niveau de jeu et l'intensité de Finales 2015.
Très en réussite, omniprésente en défense, les statistiques de Sylvia Fowles durant ces finales sont de 15,6 points et 9,4 durant ces Finales, dont elle est nommée meilleure joueuse.
La MVP et les siennes mettent en place une défense suffocante avec le soutien de leurs fans devant un public record de 18 933 personnes. La mi-temps est atteinte sur le score de 27 à 21, le plus faible d'une première période de l'histoire des finales. Maya Moore elle-même ne compte alors que 3 points avec un seul panier sur cinq tentatives. La suite voit le Lynx maintenir ses efforts défensifs mais trouver aussi plus facilement le chemin des paniers avec Fowles. Renee Montgomery provoque la 20e perte de balle du Fever juste en fin du troisième quart-temps qui porte l’avantage de Minnesota à 19 points. Le dernier quart ne permettra pas à Indiana de revenir malgré les 18 points et 11 rebonds de Tamika Catchings. Briann January finit 13 points mais seulement 6 tirs réussis sur 15 et restant muette pendant que le Lynx creusait l’écart. Le march est suivi d'un concert privé de Prince. Dans un geste d'une rare classe malgré sa déception, Tamika Catchings se rend dans les vestiaires du Lynx féliciter les vainqueurs. Le Lynx reçoit d'autres félicitations avec un appel de du président Barack Obama à Cheryl Reeve pour inviter l'équipe à la Maison-Blanche.
| 14 octobre 2015 20h00 EDT | Rapport | Lynx du Minnesota 69, Fever de l'Indiana 52             | Lynx du Minnesota 69, Fever de l'Indiana 52 | Lynx du Minnesota 69, Fever de l'Indiana 52                   |  | Target Center Affluence : 18 933 Arbitres : Michael Price, Denise Brooks, Roy Gulbeyan | ESPN2 |
| 14 octobre 2015 20h00 EDT | Rapport | Score par quart-temps : 15-17, 12-4, 21-8, 21-23        |                                             |                                                               |  | Target Center Affluence : 18 933 Arbitres : Michael Price, Denise Brooks, Roy Gulbeyan | ESPN2 |
| 14 octobre 2015 20h00 EDT | Rapport | Score par mi-temps : 27-21, 42-31                       |                                             |                                                               |  | Target Center Affluence : 18 933 Arbitres : Michael Price, Denise Brooks, Roy Gulbeyan | ESPN2 |
| 14 octobre 2015 20h00 EDT | Rapport | Sylvia Fowles (20) Rebekkah Brunson (14) Maya Moore (5) | Points Rebonds Passes d.                    | Tamika Catchings (18) Tamika Catchings (11) Deux joueuses (3) |  | Target Center Affluence : 18 933 Arbitres : Michael Price, Denise Brooks, Roy Gulbeyan | ESPN2 |
| 14 octobre 2015 20h00 EDT | Rapport | Minnesota remporte le titre 3 à 2.                      |                                             |                                                               |  | Target Center Affluence : 18 933 Arbitres : Michael Price, Denise Brooks, Roy Gulbeyan | ESPN2 |

## Récompense
- MVP des Finales WNBA :  Sylvia Fowles (Lynx du Minnesota)[14]

## Pour approfondir